# Ahmad Nady
Ahmad Mohamed Nady (Arabisch: أحمد محمد نادي) (Caïro, 31 december 1981) is een Egyptisch cartoonist, karikaturist en activist. Hij is lid van de 6 aprilbeweging en was lid van de campagne voor Mohammed el-Baradei. Hij was sinds het begin betrokken bij de Egyptische Revolutie in 2011, waar hij meerdere dagen gewond uitviel toen hij geraakt werd door een rubberen kogel.

## Biografie
Ahmad Nady is een zoon van de cartoonist Mohamed Nady en de schrijfster en beeldhouwster Iman Ezzat. In 2003 studeerde hij af in schilderkunst aan de faculteit voor schone kunsten van de Universiteit van Helwan, een voorstad van Caïro.
Hij verwierf bekendheid in de Arabische wereld door zijn werk voor twee tijdschriften voor kinderen en tieners, Majid en Basim. Verder werkte hij voor het tijdschrift van de Arabische versie van Sesamstraat, Al-'Arabi Al-Saghir. Drie jaar op rij, van 2005 tot 2007, won hij de Daily Deviations Award van de kunstwebsite deviantART.
In de tweede helft van de jaren nul sloot hij zich aan bij de 6 aprilbeweging. Ook was hij korte tijd betrokken bij de campagne voor Mohammed el-Baradei.
Vanaf het begin nam hij deel aan de protesten op het Tahrirplein tijdens de Egyptische Revolutie in 2011, waarbij hij op de derde dag, 28 januari, gewond raakte door een rubberen kogel. Op 2 februari keerde hij weer terug naar het plein. Hier werd hij door verschillende leden van het volkscomité in elkaar geslagen, vanwege hun achterdocht over terugkomers. Voor Nady was deze gebeurtenis erg schokkerend.

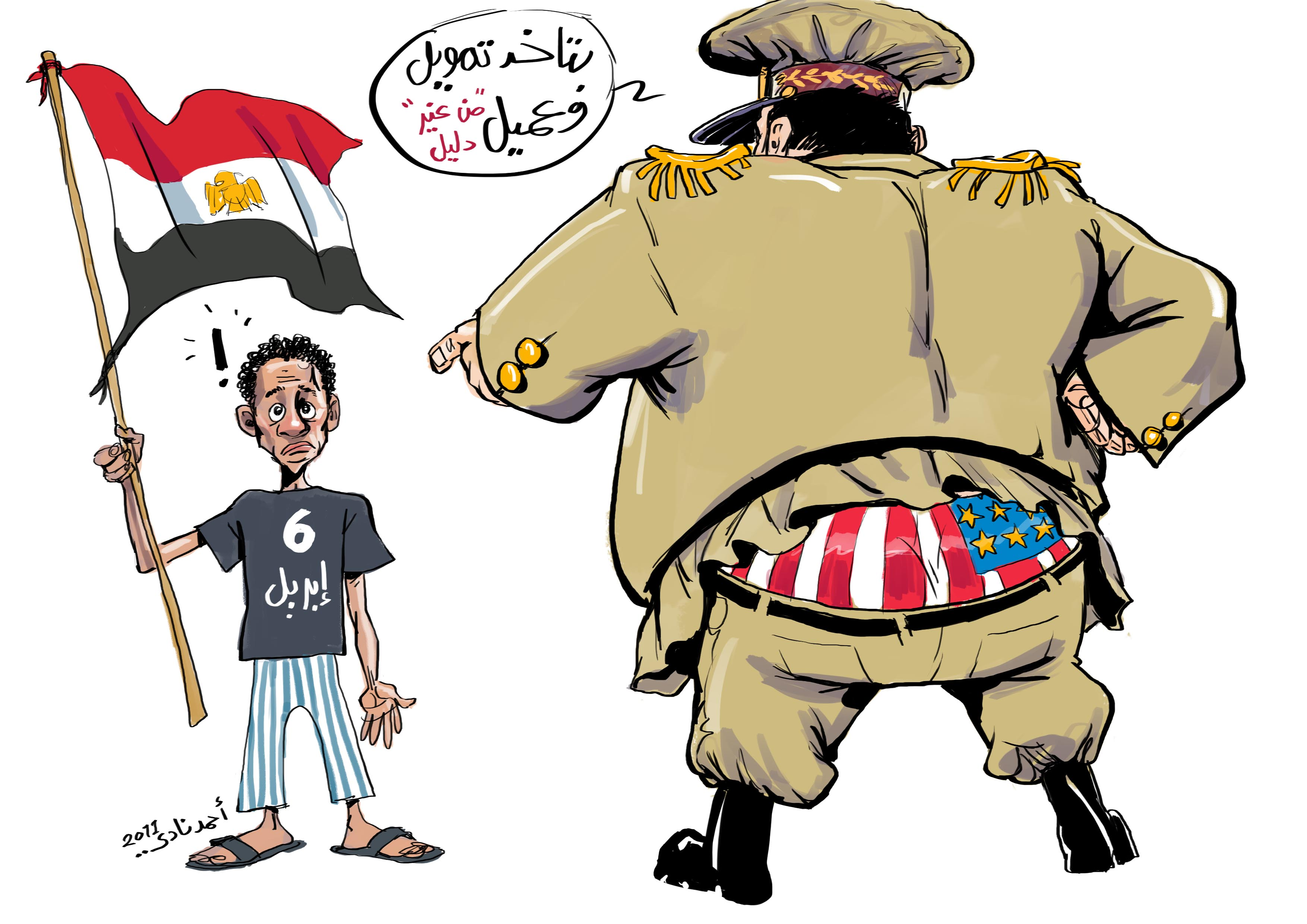
Opperste Raad verwijt 6 aprilbeweging Amerikaanse steun te ontvangen

Hij bleef niettemin en tekende op het plein meerdere cartoons over de Egyptische Revolutie die wijde verspreiding kenden. Omstanders hielpen hem aan ideeën voor de cartoons en discussieerden mee over de begeleidende teksten. De cartoons zette hij op zijn Facebook-pagina, waar hij ook begon te schrijven over politieke kwesties. Ook na de revolutie bleef hij tekenen over de politieke situatie in Egypte. Hij weigert voor kranten te werken, om te voorkomen dat hij in zijn artistieke vrijheid belemmerd wordt.
Een van zijn bekendere cartoons gaat over een officier van de Opperste Raad van de Strijdkrachten die de 6 aprilbeweging beschuldigt van het accepteren van Amerikaanse financiële steun, terwijl het Egyptische leger op dat moment zelf financieel wordt ondersteund door de Amerikaanse regering. In een andere bekende cartoon neemt hij het leger op de hak dat vrouwelijke activisten van de 6 aprilbeweging verwijt voor training naar Servië te zijn geweest.
Hij is kritisch over de Egyptische cartoonwereld, omdat artiesten door een gebrek aan aandacht in eigen land zijn gaan werken voor de Golfregio. Beroepsmatig is hij zelf in 2011 artistiek directeur voor het internationale marketing- en communicatiebedrijf Tarek Nour.